# 3sat
3sat egy német nyelvű kulturális, közszolgálati televíziós csatorna, amit a három német nyelvű ország (Németország, Ausztria és Svájc) közszolgálati médiumai üzemeltetnek, mint ARD tagmédiumai, ZDF, ORF és az SRG SSR médiumok. A csatorna stúdiói Mainzban található, ahol a ZDF is jelen van. A 3sat műsora a kulturális tematika mellett a különböző közszolgálati médiumok műsorait közvetíti válogatásszerűen.

## Története
1984. január 1-én a ZDF elindította a kábeltelevíziós kísérleti csatornáját, amit ZDF 2-nek neveztek el, azonban a kábel-televíziózás ekkor még nagyon költséges volt. Még ebben az évben kötött a ZDF megállapodást az osztrák ORF-fel és a svájci SF közszolgálati televíziókkal, egy közös német nyelvű kulturális televíziós csatorna létrehozásáról, aminek műsorát műholdon közvetítenék. A 3sat elnevezés arra utalt, hogy ez a három német nyelvű ország közös csatornája, a "sat" pedig, hogy az akkor forradalmi műholdas közvetítést használták. A csatorna ezen a néven 1984. december 1.-én indult el, 1 nappal a ZDF 2 megszüntetése után.
1990-ben Németország újraegyesítésekor felmerült, hogy az NDK televíziója a DFF is együttműködne a 3sat-tal és így a csatorna, 4sat néven működött volna tovább, ám az újraegyesítés után a már meglevő ZDF és ARD műsorait terjesztették ki a volt NDK területére.

## Logók

1984-1993
1993-2003
2003-2019
2019 óta

## Érdekesség
- A Vital TV a UPC kínálatába kerülését követően a 3sat csatorna helyére került.

## Fordítás
- Ez a szócikk részben vagy egészben  a(z)   3sat című német Wikipédia-szócikk ezen változatának fordításán alapul.  Az eredeti cikk szerkesztőit annak laptörténete sorolja fel. Ez a jelzés csupán a megfogalmazás eredetét és a szerzői jogokat jelzi, nem szolgál a cikkben szereplő információk forrásmegjelöléseként.